# Francesco Borgongini Duca

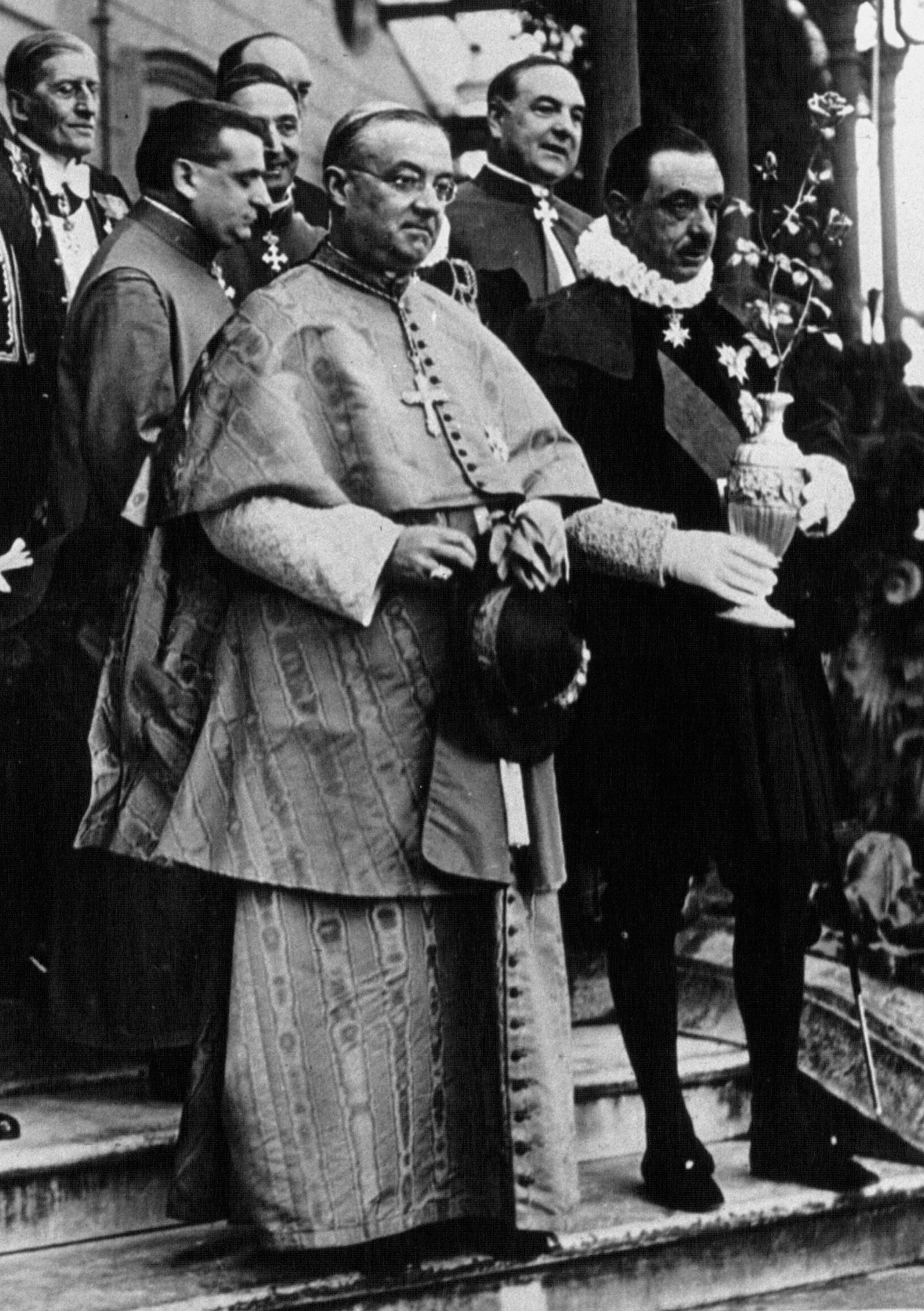
Francesco Borgongini Duca en 1937.

Francesco Borgongini Duca (Roma, 26 de febrero de 1884 - ibid., 4 de octubre de  1954) fue un cardenal italiano de la Iglesia católica, primer Nuncio Apostólico ante el Reino de Italia entre los años 1929 y 1953. Fue elevado al cardenalato en 1953 por el papa Pío XII.

## Biografía
Nacido en la ciudad de Roma,  estudió en Seminario de Roma (Pontificio Seminario Romano Maggiore) alcanzado el grado académico de doctor  en teología,  en derecho canónico y civil.
Fue ordenado sacerdote el 22 de diciembre de 1906.
Profesor de teología en el Pontificio Colegio Norteamericano, donde tuvo como discípulo al futuro cardenal  Francis Joseph Spellman, y también en la Pontificia Universidad Urbaniana de 1907 a  1909.
En 1909 entró al servicio de la Curia romana, concretamente en la Penitenciaría apostólica, de la que fue nombrado secretario el 24 de febrero de  1917.
El 2 de marzo de  1917 fue nombrado chamberlain privado de Su Santidad, el 28 de junio de 1921, prosecretario de la Sagrada Congregación de Asuntos Eclesiásticos Extraordinarios con el grado de promagistrado, Secretario el 14 de octubre de 1922, teniendo en cuenta como el Papa era el jefe nominal de ese dicasterio.
Fue nombrado Prelado Doméstico de Su Santidad, el 7 de julio de 1921 y protonotario apostólico, el 11 de enero de 1927.

## Concordato
Fue nombrado miembro de  la comisión encargada de  negociar el Tratado de Letrán, una serie de acuerdos firmados el 11 de febrero de 1929 por el cardenal Pietro Gasparri, secretario de Estado de la Santa Sede, en nombre del papa Pío XI, y por el primer ministro de Italia Benito Mussolini.
Una vez suscrito, el 30 de junio,   fue nombrado Nuncio Apostólico de   la Santa Sede ante el  Reino de Italia. 
Además de sus funciones diplomáticas, también se hizo administrador pontificio de la Basílica de San Pablo Extramuros el 1 de abril de 1933, y de la Basílica de Nuestra Señora de Loreto, el 25 de marzo de  1934.

## Obispo
El 7 de junio de  1929 fue nombrado Arzobispo titular de Heraclea en Europa (Heracleensis in Europa) por el papa Pío XI.
Recibe su episcopal consagración en 29 de junio de este mismo año de manos del cardenal Pietro Gasparri auxiliado por el arzobispo Carlo Cremonesi y el obispo Agostino Zampini, O.S.A.